# Benő Káposzta
Benő Káposzta (Budapest, Hungría; 7 de junio de 1942 – 11 de agosto de 2025) fue un futbolista húngaro que jugó en la posición de defensa.

## Carrera

### Club
Jugó toda su carrera con el Újpest FC de 1959 a 1974, equipo con el que anotó siete goles en 272 partidos, fue campeón de liga en siete ocasiones y ganó dos copas nacionales.

### Selección nacional
Jugó para Hungría en 19 ocasiones de 1964 a 1969, ganó la medalla de oro en Tokio 1964 y jugó en los cuatro partidos de Hungría en la Copa Mundial de Fútbol de 1966.

## Logros

### Club
- NB1 (7): 1959-60, 1969, 1970, 1970-71, 1971-72, 1972-73 et 1973-74
- Copa de Hungría (2): 1969, 1970

### Selección nacional
- Juegos Olímpicos (1): 1964